# قانون الطوارئ (مصر)
قانون الطوارئ هو قانون ينظم حالة الطوارئ، وهو نظام استثنائي محدد في الزمان والمكان تعلنه الحكومة، لمواجهة ظروف طارئة وغير عادية تهدد البلاد أو جزءاً منها وذلك بتدابير مستعجلة وطرق غير عادية في شروط محددة ولحين زوال التهديد. ويرد دائما في التشريعات الدولية المتعلقة بهذا الموضوع نصا يؤكد على ضرورة وأهمية تحديد الحالة في المكان والزمان، وتقيد بشروط حازمة، للحد من العسف التي قد تمارسه السلطات العرفية أو التنفيذية أو الإدارية، إزاء هذه الحالة. ومخالفة هذه الشروط تضع الحكومة تحت طائلة البطلان وفقدان المشروعية، والخضوع للمساءلة القانونية والمحاسبة القضائية، لأن حالة الطوارئ حالة استثنائية وتشكل خطراً جدياً على حريات المواطنين وكرامتهم.

## تاريخه وفترات العمل به
تم سن قانون الطوارئ في مصر (قانون رقم 162 لسنة 1958) وتم فرض حالة الطوارئ أثناء حرب 1967، وتم إنهاء حالة الطوارئ لمدة 18 شهراً في عام 1980. ثم أعيد فرضها بعد اغتيال الرئيس أنور السادات في أكتوبر 1981 م. وتم تمديد حالة الطوارئ حسب الدستور لمدة ثلاث سنوات من عام 1981 م واستمر تمديد حالة الطوارئ طوال فترة حكم الرئيس مبارك. وفي ظل قانون الطوارئ تتسع سلطة الشرطة، ويتم تعليق الحقوق الدستورية وفرض السلطات الرقابية. ويقيد قانون الطوارئ النشطاء السياسيين: المظاهرات في الشوارع، المنظمات السياسية غير المعلنة، ومنع التبرعات المالية غير المسجلة. ويحتجز أكثر من 17.000 ألف شخص في ظل حالة الطوارئ وقدر عدد السجناء السياسيين عام 2005 بأكثر من 30.000 سجين.
وفي 12 مايو 2010، صادق البرلمان المصري على تمديد العمل بقانون الطوارئ لمدة عامين آخرين، وقامت بعض المنظمات الحقوقية المصرية بإعلان رفضها لهذا القرار وطالبت بتشكيل لجنة وطنية للتصدي لتمديد العمل بقانون الطوارئ، ومؤكدة لجوءها إلي مجلس حقوق الإنسان بالأمم المتحدة يونيو القادم لـ«فضح» مخالفات النظام.
وحذرت المنظمة المصرية لحقوق الإنسان والمركز العربي لاستقلال القضاء في مؤتمر صحفي مشترك، مما وصفوه بنية الحكومة استخدام قانون الطوارئ لملاحقة المعارضين خلال الانتخابات البرلمانية التي تجري في 2010 والانتخابات الرئاسية عام 2011.
ودعت المنظمات إلى تشكيل ما يعرف باسم «لجنة وطنية لبناء مستقبل بلا طوارئ» تضم كافة المنظمات الحقوقية وأحزاب المعارضة والشخصيات العامة، متعهدة بمقاومة قرار الحكومة بتمديد حالة الطوارئ من خلال تدشين حملة مستمرة لمقاومته، داعية الحكومة والحزب الوطني الحاكم إلى فتح حوار مع منظمات المجتمع المدني والاستماع لرؤيتها حول مخاطر تمديد حالة الطوارئ.
ووصف مدير المركز العربي لاستقلال القضاء ناصر أمين قرار تمديد العمل بقانون الطوارئ بأنه يفتقد إلى المشروعية الدستورية والقانونية، مشيرا إلي أن قرار التمديد مخالفا للدستور ومخالفا لقانون الطوارئ نفسه، والذي حدد في إحدى فقرات مادته الأولى ثلاثة أسباب حصرية للتمديد، هي حالة وقوع حرب أو التهديد بوقوعها، وحالة وجود اضطرابات داخلية أو كوارث عامة، وحالة انتشار الأوبئة. مؤكدا أن الحكومة أبقت على التدابير التي تعطي «السلطة التنفيذية الحق في تقييد حرية الأشخاص في التجمع والتحرك والإقامة والمرور في أماكن وأوقات بعينها كما تتيح توقيف واعتقال المشتبه بهم أو من يمثلون خطرا على الأمن العام وتفتيش الأشخاص والأماكن دون الالتزام بنصوص قانون الإجراءات الجنائية».
من جانبه، قال حافظ أبو سعده رئيس المنظمة المصرية لحقوق الإنسان، إنه وفقا للدستور ليس من بين أسباب فرض حالة الطوارئ التصدي لأي نوع من الجرائم سواء الإرهابية أو جرائم المخدرات، وأضاف: إعلان الحكومة أن القانون سيستخدم فقط في جرائم الإرهاب والمخدرات مجرد مراوغة، لأن هاتين الجريمتين يتم التصدي لهما من خلال قانوني العقوبات والإجراءات الجنائية.
وفي 10 سبتمبر 2011 قرر المجلس العسكري الذي يقوم بدور رئيس الجمهورية في مصر باعلان حالة الطوارئ بعد أحداث السفارة الإسرائيلية في مصر

### حالة الطوارئ في مصر
أعادت التطورات السياسية والقانونية الأخيرة في المنطقة العربية إحياء نقاشات تاريخية خاملة سابقاً ومنحتها حياة وحيوية جديدة. بحيث برزت نظرية الاستثناء في هذه النقاشات، وأعيد التأكيد عليها مرارًا وتكرارًا في مسودات دستورية مختلفة، وحتى الاحتفاء بها، كوسيلة يمكن للسلطة السياسية من خلالها الحفاظ على «النظام العام» وتأمينه.
بحيث نشئ الحكم في مصر بشكل طويل الأمد بحيث يعتمد على سياق الطوارئ تجسيدًا جديرًا لكيفية تثبيت حكم الطوارئ في السياقات السياسية والقانونية؛ ويتم تقديمها على أنها الطريقة الوحيدة للحكم؛ التي أدمجت فيها في دساتير مختلفة وتجلت في ممارسة سياسية.

## إلغاء حالة الطوارئ في مصر
بعد مرات عديدة من التمديد لحالة الطوارئ أثناء حكم الرئيس السابق حسني مبارك وبعد قيام ثورة 25 يناير خرجت أصوات عديدة للمطالبة بوقف حالة الطوارئ، استنادا إلى ان التعديلات الدستورية التي تمت في مارس 2011 م تستوجب استفتاء الشعب في حال مد حالة الطوارئ، إلا أن المجلس العسكري الحاكم قرر تمديد العمل بالطوارئ حتى قبل يوم واحد من ذكرى الثورة بدءاً من 25 يناير 2012م. حيث أعلن المجلس العسكري عن إيقاف العمل به نهائياً يوم 31 مايو 2012 م.

## إعادة حالة الطوارئ في 2013
في أغسطس 2013 م خلال المرحلة الانتقالية التالية لثورة 3 يوليو الذي حدث بعد قيام مظاهرات 30 يونيو، قام الرئيس المؤقت عدلي منصور بإعادة العمل بقانون الطوارئ وفرض حالة الطوارئ بدءا من الساعة الرابعة عصر يوم الأربعاء الموافق 14 أغسطس ولمدة شهر من تاريخه وذلك عقب قيام وزارة الداخلية بفض اعتصامي رابعة العدوية والنهضة.
وتم تمديد حالة الطوارئ خلال حكم السيسي أكثر من مرة، كان آخرها يوم الخميس 25 أبريل 2020 وذلك لمدة ثلاثة أشهر.